# Llanrug
Llanrug, noto anche come Llanfihangel-yn-y-grug, è un villaggio con status di community del Galles nord-occidentale, facente parte della contea di Gwynedd (contea tradizionale: Caernarvonshire) e situato lungo il corso del fiume Seiont, nell'area del parco nazionale di Snowdonia. Il solo villaggio conta una popolazione di circa 1.900 abitanti, mentre l'intera community conta una popolazione di circa 2.900 abitanti.

## Geografia fisica
Llanrug si trova nella parte nord-occidentale della contea di Gwynedd, tra la località costiera di Caernarfon e Llanberis (rispettivamente ad est della prima e a nord/nord-ovest della seconda) e a pochi chilometri a sud dello stretto di Menai e a pochi chilometri a nord-ovest del Llyn Padarn. Il villaggio è circondato da varie montagne: il Cefn du, l'Elidir Fawr e il monte  Snowdon.

## Monumenti e luoghi d'interesse

### Architetture civili

#### Castello Bryn Bras

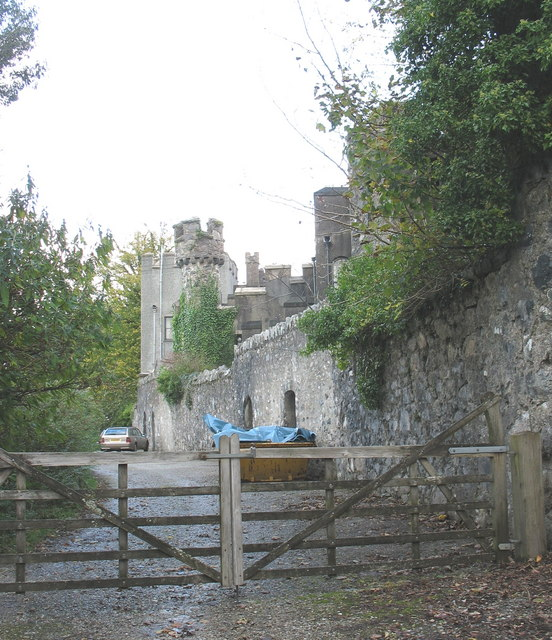
Il castello Bryn Bras, nei dintorni di Llanrug

Nei pressi del villaggio di Llanrug si erge il Castello Bryn Bras, un castello in stile medievale, costruito in gran parte tra il 1830 e il 1835 su progetto dell'architetto Thomas Williams, ma le cui origini risalgono al 1751.

## Società

### Evoluzione demografica

#### Villaggio
Nel 2018, la popolazion stimata del villaggio di Llanrug era pari a 1.953 abitanti, di cui 981 erano donne e 972 erano uomini.
La popolazione al di sotto dei 18 anni era pari a 481 unità (di cui 269 erano i bambini al di sotto dei 10 anni), mentre la popolazione dai 65 anni in su era pari a 390 unità (di cui 111 erano le persone dagli 80 anni in su).
Il villaggio ha conosciuto un incremento demografico rispetto al 2011, quando contava una popolazione pari a 1.916 abitanti, dato che era in rialzo rispetto al 2001, quando la popolazione censita era pari a 1.822 unità.

#### Community
Per quanto riguarda invece l'intera community di Llanrug, nel 2018 la popolazione era stimata in 2.964 unità.
Come il villaggio, anche l'intera community di Llanrug ha conosciuto un incremento demografico rispetto al 2011, quando la popolazione censita era pari a 2.916 abitanti, dato già in rialzo rispetto al censimento del 2001, quando la popolazione censita era pari a 2.755 abitanti.

## Sport
La squadra di calcio locale è il Llanrug United Football Club, club della Welsh Alliance League fondato nel 1922.